# …И прекрасный миг победы
«…И прекрасный миг победы» — советская спортивная драма 1984 года режиссёра Вячеслава Винника.

## Сюжет
Спортсменки, тренер, много чувства,
 Игра азартная — гандбол… 
Еще б немножечко искусства —
 И не жалел бы, что пошёл!
Самойлов — главный тренер женской команды по гандболу одного из спортивных клубов СССР, решается на нестандартный шаг, когда команда проигрывает полуфинальную встречу не международных соревнованиях: понимая, что шансов на продолжение борьбы практически нет, идет на риск и выпускает на площадку молодых, не имеющих опыта, спортсменок… Главное, по его мнению, чтобы девушки поверили в себя, и накануне решающего матча он проводит с ними не спортивные тренировки, а серьёзную психологическую работу мотивирующую только на победу.

В фильме не так уж много подлинно спортивных моментов. Но оказывается, что беседы тренера с девушками, их споры, ссоры и примирения, не менее драматично, смотрятся, пожалуй, с большим напряжением, чем самые острые эпизоды состязаний на площадке.— Советская культура, 1985 год

## Реальная основа и съёмки
Фильм ведь о судьбах шести девочек, когда-то начавших тренироваться у детского тренера Самойлова, который вместе с ними дорос до наставника ведущего советского клуба. В сценарии, конечно, многое выдумано.— режиссёр фильма

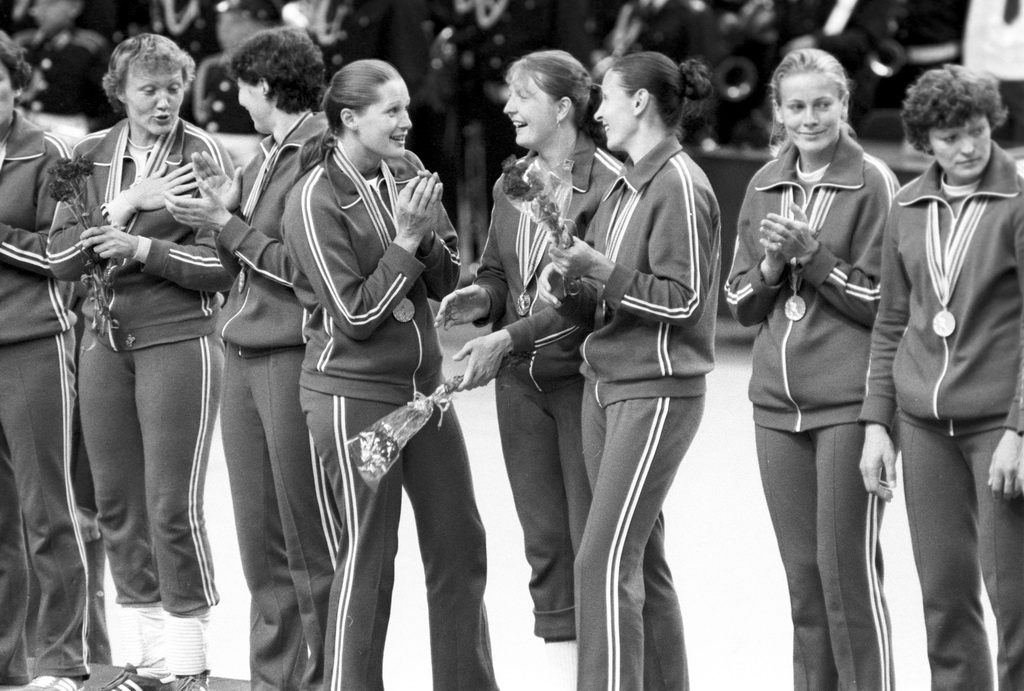
Женская сборная СССР по гандболу на Олимпийских играх 1980 года

По словам режиссёра и автора сценария ему было интересно снять фильм о женской команде — показать женщин, выбравших нелёгкую стезю профессионального спорта, выбор пал на
Женскую сборную СССР по гандболу по руководством тренера Игоря Турчина, завоевавшей победы по гандболу на Олимпийских играх 1976 и 1980 годов и Чемпионат мира по гандболу среди женщин 1982 года.
Турчин и сборная приняли активное участие в съёмках фильма, и тренер практически являлся постановщиком главной сцены фильма — решающего матча: съёмки велись во Дворце спорта в Вильнюсе, где сборная готовилась к очередному международному турниру: играли две команды — актрисы с дублерами против подопечных Турчина, которым, согласно сценарию, приходилось поддаваться.

Среди наших добрых знакомых съёмочная группа фильма «…И прекрасный миг победы» .. у нас прошла интересная встреча двух команд — гандбольной и «киношной». В результате, как говорят, победила дружба.— Зинадида Турчина, Команда моя жизнь // Журналу «Физкультура и спорт», 1985 год

## В ролях
- Регимантас Адомайтис — Виктор Николаевич Самойлов, главный тренер по гандболу
- Пётр Вельяминов — Илья Захарович, врач команды
- Николай Шутько — Сергей Федотович, второй тренер
- Константин Махарадзе — комментатор матча
- Ирина Резникова — Галя Пономаренко
- Елена Капица — Лена Баскакова
- Наталия Сумская — Женя Сабурова
- Елена Ставицкая — Вика Трубецкая
- Татьяна Хвостикова — Мила Хворостина
- Елена Сергиенко — Инна Кросовская
- Елена Степанова — Аня Сидякина
- Игорь Черницкий — Бурдов, массажист
- Ирина Мельник — Светлана Чернова
- Александр Белина — муж Вики Трубецкой
- Виктор Литвинов — Толя Андреев
- Лесь Сердюк — Глеб, тренер
- Витаутас Томкус — хирург
- Сергей Филимонов — тренер по автогонкам

## Фестивали и награды
Фильм стал победителем X-го Всесоюзного фестиваля спортивных фильмов (1985) получил серебряную медаль (золотая в тот год не присуждалась), а исполнитель главной роли актёр Регимантас Адомайтис награждён дипломом «За лучшую мужскую роль».